# Sergio Montiel
Sergio Alberto Montiel Forzano (Concepción del Uruguay, 20 de octubre de 1927-Paraná, 1 de noviembre de 2011) fue un político argentino, dirigente de la Unión Cívica Radical y gobernador de la provincia de Entre Ríos durante dos períodos no consecutivos, de 1983 a 1987, como el primer gobernador tras la restauración de la democracia, y nuevamente de 1999 a 2003.
Inicialmente ligado al alfonsinismo, Montiel inició su carrera política como ministro de la gobernación de Carlos Raúl Contín, y posteriormente como opositor interno a la conducción partidaria encabezada por la Línea Nacional. Tras el final de la dictadura militar autodenominada Proceso de Reorganización Nacional, Montiel obtuvo con facilidad la presidencia del radicalismo entrerriano en las internas partidarias y derrotó por amplio margen a su oponente justicialista, Dardo Pablo Blanc, en las elecciones generales. Asumió su cargo el 11 de diciembre de 1983. Hasta la fecha, todos los gobernadores posteriores a él han finalizado su mandato constitucional con éxito. Después de dejar el cargo, ejerció como Diputado Nacional por la provincia por un mandato, elegido en 1993. Compitió como candidato radical por la gobernación entrerriana en 1991 y 1995, viéndose en ambos casos derrotado por los justicialista Mario Armando Moine y Jorge Pedro Busti. En 1999 volvió a ganar la gobernación por estrecho margen contra Héctor María Maya, como candidato de la Alianza para el Trabajo, la Justicia y la Educación.
Las dos gobernaciones de Montiel se vieron signadas por las problemáticas económicas que afectaron tanto a la provincia como al país durante las presidencias de los igualmente radicales Raúl Alfonsín (1983-1989) y Fernando de la Rúa (1999-2001), destacando la crisis de diciembre de 2001, que provocó la caída del gobierno de la Alianza a nivel nacional. A fines de 2002 fue sometido a un intento de juicio político. Del mismo modo, sus dos mandatos finalizaron con la derrota electoral de los precandidatos gubernativos que apoyó en las internas radicales (ante Ricardo Lafferriere en 1987 y ante Sergio Varisco en 2003) y a la pérdida de la gobernación ante el justicialismo en los comicios generales, en ambos casos con Jorge Pedro Busti como postulante.
Finalizado su segundo mandato, Montiel se retiró de la política y falleció el 1 de noviembre de 2011, días después de cumplir 84 años.

## Biografía
Hijo del militar Lino H. Montiel, jefe del Regimiento 9 de Infantería de Corrientes, quien fue ultimado el 20 de julio de 1931 por Gregorio Pomar durante su intento de revolución contra la dictadura de José Félix Uriburu. Sus hermanos mayores siguieron la carrera militar su hermano Juan José Montiel Forzano fue coronel; mientras que el general Lino Montiel Forzano sucedió a Antonio Bussi en el gobierno militar de Tucumán, en 1977, durante la dictadura conocida como Proceso de Reorganización Nacional

### Inicios
Abogado desde 1974 Montiel fue militante radical desde su juventud. Durante la dictadura denominada Revolución Libertadora, desde junio de 1956 Montiel ocupó de facto el cargo de subsecretario de Justicia del gobierno  provincial. 
Durante la gobernación de su correligionario Carlos Raúl Contín (UCRP, 1963-1966) se desempeñó como ministro en la recién creada cartera de Acción Social. En los años 1950 Montiel ingresa a la logia masónica donde permanece hasta que presenta su primera candidatura a gobernador en 1972.
En 1972 fue precandidato a gobernador de Entre Ríos, apoyando a nivel nacional la fórmula presidencial renovadora Raúl Ricardo Alfonsín-Conrado Storani, obteniendo el tercer lugar en la interna del radicalismo entrerriano, debajo de la mayoritaria Línea Nacional que Entre Ríos orientaba el exvicepresidente Carlos H. Perette, y de otro sector que apoyaba a Alfonsín liderado por César Jaroslavsky y que llevaba como precandidato al dirigente de Uruguay Roberto Uncal.
En 1975 los dos sectores renovadores se unifican para enfrentar a los perettistas de la Línea Nacional en las elecciones internas de autoridades partidarias. Montiel asume la candidatura a presidente de la Junta de Gobierno de la UCR entrerriana, en tanto Jaroslavsky encabeza la lista de delegados al Comité Nacional partidario. El perettismo se impone, llevando a la presidencia del partido a  Lucio J. Martínez Garbino, si bien los renovadores sobrepasan el 40% de los votos de los afiliados. En las elecciones de 1983 candidatura de Blanc su oponente se vio asfixiada por la falta de medios de comunicación que lo respaldaran, ante la supremacía radical en el manejo de la prensa provincial entrerriana.

### Primera gobernación (1983-1987)
Con la dictadura militar en retirada y abierto el proceso electoral, en 1983 obtiene la candidatura a gobernador por el radicalismo en alianza interna con el alfonsinismo local, siendo electo el 30 de octubre de aquel año. El radicalismo entrerriano se vio beneficiado particularmente por el hecho de que en Entre Ríos había en aquella época muy escasos periódicos provinciales, la mayoría de estos dirigidos por radicales.
En 2001 el semanario entreriano Análisis reveló que Montiel había contratado secretamente a la firma de inteligencia y seguridad Kroll, O’Gara y Asociados para espionaje sobre su contrincante Busti. La revelación del semanario provocó el enojo del gobernador Montiel que pretendía mantener el dato en absoluto secreto. La revista Análisis también denunció negocios que pretenderían concretar funcionarios del gobierno de Montiel para lograr la reforma constitucional y la reelección del gobernador, y la distribución de subsidios y contratos. Días después de las denuncias las oficinas del semanario fueron allanadas y un grupo de  desconocidos ingresaron clandestinamente en las oficinas y se llevaron documentación escrita y grabada, sin tocar ni llevarse objetos de valor.
Las elecciones se vieron empañadas por las denuncias de compra de votos por parte del radicalismo provincial y denuncias de fraude en municipios donde el radicalismo obtuvo ventajas sorpresivas, dichas denuncias serían frenadas seis meses después y una mayoría radical en la legislatura destituiría al juez Claudio Del Lonso que había anunciado públicamente "haber encontrado pruebas abundantes de al menos 17.505 votos adulterados a favor de Montiel"
En 1986 se realiza una interna en el radicalismo entre los azules -montielistas- y los marrones -Movimiento de Renovación y Cambio y Junta Coordinadora Nacional- apoyando Montiel al senador Luis Agustín Brasesco y siendo el mismo precandidato a diputado nacional, interna que ganan los marrones con Ricardo Lafferriere como candidato a gobernador y César Jaroslavsky como primer candidato a diputado nacional, interna que tendrá repercusiones de largo alcance en el radicalismo entrerriano. El 6 de septiembre de 1987 finalmente, como en casi todo el país, los candidatos radicales serán derrotados por el justicialismo en Entre Ríos.

### Década de 1990
Durante la década del '90 lideró la UCR en su provincia, siendo candidato a gobernador en 1991 y 1995, perdiendo en ambas ocasiones, electo diputado Nacional en el período 1993/1997, se opuso fuertemente al pacto de Olivos, a punto que en marzo de 1994 la UCR de Entre Ríos fue intervenida por el Comité Nacional presidido por Raúl Alfonsín.

### Segunda gobernación (1999-2003)
Con el triunfo de la Alianza en 1999, Montiel volvió al gobierno de la provincia, desde donde debió afrontar la crisis financiera de 2001 y una deuda pública que rondaba los 900 millones de dólares, Decidió emitir bonos para el cumplimiento de obligaciones, los bonos federales, que acusaron en el 2002 un nivel de desvalorización del 40%, con duras consecuencias socioeconómicas.[cita requerida] A mediados de 2003 debieron ser rescatados por el Estado Nacional. Posteriormente la Fiscalía de Investigaciones Administrativas  de la provincia de Entre Ríos presentó una denuncia contra Sergio Montiel, por  irregularidades en el canje de bonos que le reportaron al Banco de Entre Ríos Sociedad Anónima ingresos por aproximadamente un millón de pesos por el cobro de un canon para la apertura de cuentas bancarias. La maniobra fue descubierta gracias testimonio de un empleado del Consejo de Tasaciones de la provincia que, en abril de 2002 tuvo la ocasión directa de advertir una maniobra por la cual el propio exgobernador  de la UCR, finalmente fue elevado a juicio.
Montiel realizó inversiones muy criticadas, en particular la compra del Hotel Mayorazgo y de un avión para la estatal Líneas Aéreas de Entre Ríos -LAER- que produjeron pérdidas económicas. Por medio del decreto 726 que el exgobernador radical, firmó el 15 de marzo de 2001 en donde anulaba la conmemoración y los actos alusivos a la Semana de la Memoria en las escuelas entrerrianas, cuando se conmemoraba las víctimas del terrorismo de Estado. Montiel siempre mantuvo estrechas relaciones con las fuerzas militares y especialmente con el Ejército. Uno de sus hermanos, Juan Montiel Forzano, fue un estrecho colaborador de Domingo Bussi en Tucumán y un activo dirigente del partido que fundó el destituido diputado nacional. Sergio Montiel y su familia se trasladaron a Tucumán personalmente 1977, a compartir un acto en la Casa de Gobierno de Tucumán, con Jorge Videla y Antonio Domingo Bussi. Apenas asumió su segundo mandato, Montiel dispuso una rebaja del 19% en los sueldos de los funcionarios y un sistema de jubilación anticipada para los empleados estatales. 
Durante las jornadas del 20 de diciembre de 2001 se produjeron tres muertes debidas al accionar policial en manifestaciones ante supermercados de la ciudad de Paraná, capital de la provincia, hecho de honda repercusión en la sociedad. Una de las críticas que se le efectúan es haberse cerrado a cualquier diálogo durante la crisis. La policía, con la orden del ministro de Gobierno, Enrique Carbó, reprimió las concentraciones y en ese marco murieron las niñas Romina Ituráin, Eloísa Paniagua y José Daniel Rodríguez.   Por esas muertes se pediría una querella contra Montiel, el entonces ministro de Gobierno Enrique Carbó, y el jefe de policía, Victoriano Ojeda, por considerarlos responsables políticos de esas muertes. Finalmente el Estado provincial fue condenado a pagar 100 mil pesos de indemnización
 También intentó a mediados del 2001 que el Banco de la Nación Argentina, presidido por Enrique Olivera, fuera el agente financiero provincial, lo que no pudo concretarse ante la oposición del entonces ministro de Economía Domingo Cavallo.
En marzo de 2002, cuatro diputados radicales y dos socialistas que habían integrado el bloque de la Alianza, junto al bloque del justicialismo, intentaron someter a Montiel al juicio político para destituirlo, lo que logró evitar por un voto, atribuyéndose en gran medida a gestiones a nivel nacional del expresidente Raúl Ricardo Alfonsín. Se ha referido también que ello se debió a un supuesto soborno al diputado justicialista Félix Del Real. Tras ello la mayoría opositora en la Cámara de Diputados de Entre Ríos buscó conformar una comisión investigadora para establecer si existió, como afirma ese grupo de 18 legisladores, un soborno para conseguir el voto clave para no ser destituido
A fines de 2002 la Cámara de Diputados de la provincia se reunió en la Biblioteca Popular del Paraná sin la presencia del bloque de diputados leales a Montiel, al que expulsaron de la Cámara sometiendo al gobernador a juicio político ante el Senado provincial. Fue duramente cuestionado por los legisladores de la oposición de su provincia, que lo acusaron de mal desempeño de sus funciones en un juicio político para destituirlo. Fue denunciado por corrupción y sobreprecios en la obra pública. En tanto la fiscalía lo imputo por seis hechos denunciados la Oficina Anticorrupción  pidió la ampliación de la imputación del exgobernador Montiel y de Boleas y a los responsables de las firmas Loter Jet, Newtronic, Hijos de Omar Cobian, dichas denuncias alcanzarían también a su hijo.,Su segundo mandato   se asocia a la emisión de los bonos federales, que al igual que en otras provincias, atentaron contra la capacidad adquisitiva de los asalariados. Son más recordados incluso que los sucesos del 19 y 20 de diciembre de 2001, donde en Entre Ríos fueron asesinados dos niñas y un joven por la Policía Sus críticos le endilgaban poco respeto a la institucionalidad, la creación de un mecanismo  denominada Renta Vitalicia para renovar el Superior Tribunal de Justicia o la creación de la polémica Fiscalía de Investigaciones Administrativas Durante su mandato Entre Ríos no reestructuró la deuda y una crisis económica comenzó a desatarse con fuerza y se expresaba en la falta de remisión de aportes a los municipios, al Iosper, al sistema jubilatorio y finalmente a la falta de pago de salarios, lo que repercutías en el resto de los sectores de la economía entrerriana. Esa situación desembocó en la emisión de títulos de la deuda llamados Federales. A fines de 2001, el  senador Marcelo Casaretto presentó la primera denuncia contra Sergio Montiel, invocando entre otras razones la falta de remisión de aportes al Iosper, la obra social provincia. Sin embargo el pedido no prosperó. Meses después transcurridos los hechos trágicos de diciembre de 2001 en Paraná, los diputados Raúl Solanas y Luis Márquez presentaron una nueva denuncia a raíz de la muerte de dos niñas en la represión llevada a cabo por la policía provincial. Finalmente ocurrió una nueva denuncia presentada por varias organizaciones gremiales y dirigentes políticos y sociales que desembocaron en un nuevo juicio político para el caudillo radical el resultado de la votación para destituirlo y enjuiciarlo fue de 18 a favor de su destitución y 3 en contra, sin embargo al faltar un voto impidió que el gobernador fuera enjuiciado.
Muy cuestionado por la oposición peronista y por gran parte de su propio partido, al fin de su mandato su sector pierde las elecciones internas de la UCR.
Montiel fue elegido presidente de la Convención Nacional de la UCR durante el período 1999/2003, representando como delegado a la UCR de Entre Ríos ante dicho organismo partidario en 2003/2007. Ese último año se opuso junto al resto de la delegación entrerriana a la candidatura presidencial de Roberto Lavagna, si bien la UCR de Entre Ríos se mantuvo orgánica con la decisión adoptada por la Convención Nacional. El dirigente radical, fue considerado el último caudillo radical en esta provincia.

### Últimos años y fallecimiento
Luego de retirarse de la política tras su segundo mandato como gobernador Montiel retorna a la masonería y llega a ser Venerable Maestro y preside la logia Asilo del Litoral 18.
El exmandatario falleció el 1 de noviembre de 2011 de un paro cardiorrespiratorio. En los últimos meses había luchado contra un cáncer de hígado.